# Asyndetus geminus
Asyndetus geminus är en tvåvingeart som beskrevs av Becker 1922. Asyndetus geminus ingår i släktet Asyndetus och familjen styltflugor.
Artens utbredningsområde är Paraguay. Inga underarter finns listade i Catalogue of Life.